# Ятінувара (підрозділ окружного секретаріату)
Підрозділ окружного секретаріату Ятінувара — підрозділ окружного секретаріату округу Канді, Центральна провінція, Шрі-Ланка. Складається з 95 Грама Ніладхарі.